# ۱۲-بیت
در معماری رایانه، متغیرها، آدرس‌ها یا واحدهای داده‌ای ۱۲-بیتی آنهایی هستند که حداکثر ۱۲ بیت طول دارند. همچنین سی‌پی‌یو و معماری‌های ای‌یوال ۱۲-بیتی هستند که بر اساس رجیستر، گذرگاه‌های آدرس یا گذرگاه‌های داده با این اندازه کار می‌کنند.
شاید شناخته شده‌ترین سی‌پی‌یوی ۱۲-بیتی پی‌بی‌پی-۸ و نزدیکانش از جمله ریزپردازنده اینترسیل ۶۱۰۰ است که انواع مختلفی از آن از اوت ۱۹۶۳ تا میانه‌های دهۀ ۱۹۹۰ تولید شد. بسیاری از ای‌دی‌سی‌ها (مبدل‌های سیگنال آنالوگ به دیجیتال) کیفیت ۱۲-بیتی دارند. همچین بعضی از ریزکنترل‌گرهای پی‌آی‌سی نیز از طول کلمۀ ۱۲-بیتی استفاده می‌کنند.
۱۲ رقم دودویی، ۴۰۹۶ جایگشت متفاوت (۱۰٬۰۰۰ هشت‌هشتی، ۱٬۰۰۰ شانزده‌شانزدهی) دارد. بنابراین یک ریزپردازنده با ۱۲-بیت آدرس حافظه می‌تواند به ۴۰۹۶ بیت (۴ کیبی‌بایت) حافظه، دسترسی مستقیم داشته باشد.